# Step 7
STEP 7 (nume provenit din STeuerungen Einfach Programmieren = programare ușoară a sistemelor de control) este un software de programare și diagnoză pentru automatele programabile din seria Simatic S7, SIMATIC C7 și SIMATIC WinAC.
STEP 7 poate fi utilizat în diversele etape ale unui proiect de automatizare:
- descrierea și parametrizarea configurației hardware.
- specificarea și parametrizarea interfețelor de comunicație.
- programarea logicii de automatizare a PLC.
- punerea în funcțiune, testarea și depanarea sistemelor de automatizare.
- documentarea și arhivarea proiectelor.

STEP 7 a fost lansat în 1994, simultan cu lansarea automatelor programabile Simatic S7, ca succesor al pachetului software STEP 5 (ce era folosit pentru seria de automate Simatic S5).
Denumirea STEP 7 a fost folosită pentru mai multe pachete software individuale:
- STEP 7 MicroWin (numit inițial STEP 7 MicroDOS) utilizat pentru programarea și diagnoza automatelor PLC din seria S7 200.
- STEP 7 (de la v1.0 până la v5.7) este utilizat pentru programarea și diagnoza automatelor PLC din seriile S7 300, S7 400 sau WinAC. Simultan cu STEP 7, firma Siemens oferă și un pachet software numit ”STEP 7 Professional”, compus din soft-ul STEP 7 și pachetele opționale STEP 7 GRAPH și STEP 7 PLCSIM.
- STEP 7 integrat în TIA Portal (începând cu v10) utilizat pentru programarea și diagnoza automatelor PLC din seriile S7 1200 și S7 1500 (dar care poate fi utilizat și pentru seriile mai vechi S7 300, S7 400 sau WinAC).

## STEP 7 MicroWin
(v1.0 - v4.0, numit inițial STEP 7 MicroDOS)
| Versiune     | Lansată în | Descriere | ID SIOS          |
| ------------ | ---------- | --- | ---------------- |
| v1.0         | 1995       | STEP7 Micro/DOS 1.0. Prima versiune a fost lansată în 1995, sub MS-DOS 5.0. |                  |
| v1.1         | 1996       | STEP7 Micro/DOS 1.1. Rulează sub MS-DOS 5.0, îmbunătățiri minore față de 1.0 | 4801875          |
| v1.2         | 1996       | STEP7 Micro/DOS 1.2. Rulează sub MS-DOS 5.0, dar permite rularea în Windows 3.1, 3.11 și Windows'95 DOS shell. - Configurator pentru TD 200 - Funcții referitoare la rețele (NETR, NETW). - Instrucțiuni în virgulă mobilă - Posibilitatea monitorizării online a codului STL | 4320841          |
| v1.2         | 1997       | STEP7 MicroWin 1.2. Rulează sub Windows 3.1, 3.11 sau 95. - Permite limbajele STL și LAD - Lansat ca alternativă a versiunii Micro/DOS | 4327447          |
| v1.3         | 1997       | STEP7 Micro/DOS 1.3. Îmbunătățiri față de 1.2. Rulează sub MS-DOS 5.0, sau în DOS shell. |                  |
| v2.0         | 1997       | STEP7 MicroWin 2.0. Rulează sub Windows 3.1, Windows for Workgroups 3.11, Windows 95 sau Windows NT 3.51 și aduce îmbunătățiri majore precum și suport pentru noile CPU S7-200 | 4331390          |
| v2.1         | 1998       | STEP7 MicroWin 2.1. Suport pentru Windows NT4.x - Actualizat cu versiunile v2.11, v2.12 | 4337507          |
| v3.0         | 1999       | STEP7 MicroWin 3.0. - Permite limbajele STL, LAD, FBD - Actualizat cu SP1 și SP2 (v3.02) | 4353207          |
| v3.1 v3.2    | 2000       | STEP7 MicroWin 3.1. - Acces la nivel de simboluri - Instrucțiuni trigonometrice (pentru anumite CPU S7-200) - Suport pentru modulele PROFIBUS DP slave (pentru anumite CPU S7-200) - STEP7 MicroWin 3.11 în 2001 - STEP7 MicroWin 3.1.2.22 în 2001 - STEP7 MicroWin 3.2.0.108 în 2002 - STEP7 MicroWin 3.2.1.0 în 2002 - STEP7 MicroWin 3.2.2 în 2003 - STEP7 MicroWin 3.2.3 în 2003 - STEP7 MicroWin 3.2.4 (SIOS ID 16649966) în 2003 | 4558765          |
| ToolBox v1.0 | 2000       | STEP 7-Micro/WIN32 Toolbox V1.0. - Funcții adiționale pentru S7-200 - TP Designer Software pentru TP070 - Suport pentru comunicația USS cu acționările MicroMaster - Actualizat în 2002 ca STEP 7-Micro/WIN Add-On Instruction Library, V 1.1 | 4559082 11859930 |
| v4.0         | 2004       | STEP7 MicroWin 4.0. - PID, PID Autotune - Poziționare cu Pulse Train Output (PTO), Pulse Width Modulation (PWM) - Data Logging Wizard - Recipe Wizard - Online Trend Chart - Diverse alte îmbunătățiri - STEP 7-Micro/WIN V4.0.1 în 2004 (SIOS ID 19798037) - STEP 7-Micro/WIN V4.0.2 în 2005 (SIOS ID 21897112) - STEP 7-Micro/WIN V4.0.3 în 2006 (SIOS ID 22418336) - STEP 7-Micro/WIN V4.0.4 în 2006 (SIOS ID 23544164) - STEP 7-Micro/WIN V4.0 SP5 în 2007 (odată cu lansarea FieldPG M) - STEP 7-Micro/WIN V4.0 SP6 în 2008 (FieldPG M2) - STEP 7-Micro/WIN V4.0 SP7 în 2009 (FieldPG M3) - STEP 7-Micro/WIN V4.0 SP8 în 2010 - STEP 7-Micro/WIN V4.0 SP9 în 2012 (SIOS ID 60035301) | 19300593         |

## STEP 7
(v1.0 - v5.7)

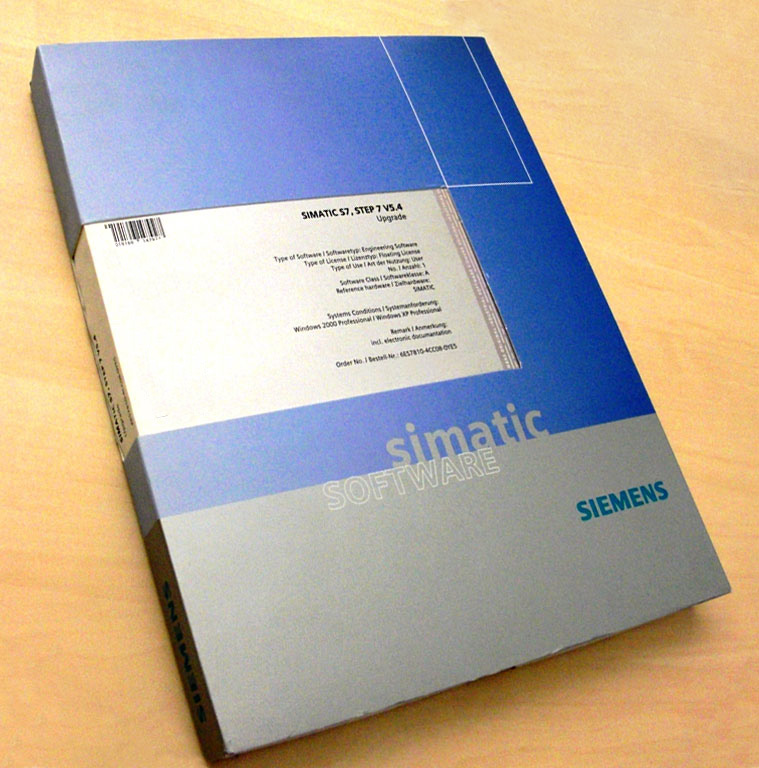
Kit instalare software Siemens Simatic Step 7

STEP 7 este conceput ca un pachet software modular ce oferă diverse utilitare pentru dezvoltarea proiectelor de automatizare.
Simatic Manager: Pentru gestiunea centralizată a tuturor utilitarelor și datelor proiectului de automatizare SIMATIC S7, C7 sau WinAC. 
Editor Hardware: Pentru configurarea sistemului de automatizare și parametrizarea modulelor ce sunt setabile.
Editor simboluri: Pentru definirea variabilelor globale utilizate (en:"global tags"), a denumirilor simbolice, tipurilor de date și comentariilor pentru acestea.
Editor program: Pentru editarea programelor utilizator, utilizând unul dintre limbajele de programare PLC standardizate (conform EN 61131-3):
- STL (STatement List, numit AWL = Anweisungliste în Germană sau IL = Instruction List conform IEC 61131-3). Este un limbaj de nivel scăzut (low level language), conform DIN 19239, similar limbajului de asamblare, cu un set extins de instrucțiuni ce oferă o mare flexibilitate în scrierea și optimizarea programului. Controlul execuției programului se realizează cu ajutorul instrucțiunilor Jump, BE și a apelurilor de funcții.

- LAD (LADder logic, numit KOP = Kontaktplan în Germană sau LD conform IEC 61131-3). Este un limbaj grafic conform DIN 19239 în care programul utilizator este reprezentat similar unei scheme electrice (format american - ladder diagram). În cele mai multe cazuri programul afișat în LAD este mai ușor de înțeles iar depanarea on-line este intuitivă și mai ușoară față de depanarea unui program afișat în STL. Totuși, în STEP 7 (până la v5.x inclusiv) programele utilizator sunt salvate și transferate către automatul programabil Simatic S7 doar în STL (AWL). LAD este doar o formă de afișare a programului utilizator ce nu conține toate instrucțiunile disponibile în STL.

- FBD (Function Block Diagram, FBS – Funktionsbausteinsprache în Germană sau FDB conform IEC 61131-3; similar limbajului CSF de la STEP 5). Este un limbaj grafic, conform DIN 40700, în care programul utilizator este reprezentat similar unei scheme electonice cu porți logice. În cele mai multe cazuri programul afișat în CSF/FBD este mai ușor de înțeles iar depanarea on-line este intuitivă și mai ușoară față de depanarea unui program afișat în STL. Totuși, în STEP 7 (până la v5.x inclusiv) programele utilizator sunt salvate și transferate către automatul programabil Simatic S7 doar în STL (AWL). CSF/FBD este doar o formă de afișare a programului utilizator ce nu conține toate instrucțiunile disponibile în STL.

Opțional, STEP 7 mai oferă și următoarele limbaje (în general condiționat de achiziția unei licențe):
- S7-SCL (Structured Control Language, ST conform IEC 61131-3). Este un limbaj de nivel înalt, bazat pe limbajul PASCAL, ce permite utilizarea structurilor de limbaj complexe precum REPEAT-UNTIL, WHILE-DO, IF-THEN-ELSE, CASE, etc.

- S7-Graph (Diagrama de funcții secvențiale, SFC conform IEC 61131-3). Un limbaj de programare grafic, ce permite implementarea structurilor de control secvențiale, bazat pe conceptul de rețele Petri binare. Un program S7-Graph constă într-un număr de pași, fiecare pas având asociate acțiuni / ecuații de program PLC, și un număr de tranziții ce permit trecerea de la un anumit pas la un altul la îndeplinirea unor condiții.

- S7-HiGraph (specific Siemens, fără să corespundă unei standardizări IEC 61131-3). Un limbaj de programare grafic, similar S7-Graph, ce permite implementarea structurilor de control binare avansate, similare diagramelor de stare.

- S7-CFC (Continuous Function Chart, specific Siemens, fără să corespundă unei standardizări IEC 61131-3). Un editor grafic utilizat pentru a crea întreaga structură a programului PLC din blocuri de bibliotecă, gata programate. În editor aceste blocuri sunt selectate în grafuri, parametrizate și interconectate. CFC sunt utilizate în principal pentru controlul proceselor continue, acolo unde sarcinile complexe de control în buclă deschisă sau închisă pot fi mapate ușor în CFC.

S7-PLCSIM: Un simulator al sistemelor S7-300, S7-400 sau WinAC ce permite testarea în mediu virtual a unui proiect de automatizare S7.
Blocuri OB, FC, FB, DB
În STEP 7 programul poate fi structurat în blocuri a căror execuție poate fi controlată.
- OB: blocuri de organizare (organization blocks): pentru gestiunea programului. În STEP 7 blocurile OB sunt lansate în execuție de către PLC, anumite blocuri OB fiind lansate de către anumite evenimente. De exemplu, la pornirea PLC (pentru majoritatea sistemelor Simatic S7) este rulat automat OB100, dacă există, apoi este rulat ciclic OB1 (după încheierea execuției OB1 acest bloc este lansat din nou). Atunci când un bloc OB este lansat în execuție de către PLC, în interfața blocului OB sunt transferate informații detaliate referitoare la evenimentul ce a dus la execuția blocului OB, informații ce pot fi utilizate în programul utilizator.

- FC: Funcții (Functions): conțin secvențe de program utilizator structurat conform cerințelor funcționale sau de proces, în general secvențe pentru funcțiile utilizate mai des. Fiecare funcție returnează un singur parametru (dar, ca extensie a standardului IEC este posibil ca o funcție să returneze mai mulți parametri). Toți parametrii de ieșire din bloc trebuie să fie procesați direct după apelul blocului FC.

- FB: Blocuri Funcționale (Function Blocks): conțin secvențe de program utilizator structurat conform cerințelor funcționale sau de proces. Blocurile FB pot fi apelate cu diverse date de intrare pentru fiecare apelare (așa numita instanță). Aceste date, precum și variabilele interne (pentru stocarea valorilor intermediare) dar și ieșirile din bloc sunt salvate într-un bloc de date (DB) alocat la apelarea blocului FB și gestionat automat de către sistem. Acest bloc DB, numit și DB de instanță, ar trebui să fie unic pentru fiecare apelare a blocului FB și poate fi generat automat la compilarea programului. Datele din blocurile DB de instanță pot fi accesate oricând din programul utilizator.

- DB: blocuri de date. Nu conțin cod și pot fi considerate o extensie a memoriei de lucru (zona de memorie de lucru a PLC, notată M la STEP 7). Pot fi blocuri de date globale / generice (Shared DB), blocuri DB de instanță prealocate unui anume tip de bloc FB (Instance DB), sau blocuri predefinite conform unui șablon UDT (UDT DB). În blocurile de date pot fi alocate atât date de tip elementar (BOOL, INTEGER, REAL, etc.) cât și date de tip coplex (ARRAY, STRUCT, etc.).

- SFC: Funcții Sistem (System Functions): sunt funcții integrate în sistemul de operare al CPU, de ex. funcții de transfer a blocurilor, citire timp, etc.

- SFB: Blocuri Funcționale Sistem (System Function Blocks): sunt blocuri funcționale integrate în sistemul de operare al CPU, de ex. SEND, RECEIVE, etc. Variabilele acestora sunt salvate în blocuri de date, similar blocurilor funcționale FB.

- SDB: blocuri de date sistem. Sunt blocuri de date pentru sistemul de operare al CPU ce conțin setări ale sistemului, de ex. parametri modul, etc.

Istoric STEP 7 (extras):
| Versiune | Lansată în | Descriere | ID SIOS |
| -------- | ---------- | --- | --- |
| v1.0     | 1995       | Prima versiune a fost lansată în 1995, sub Windows 3.11. | 4324639 |
| v2.0     | 1995/1996  | Include suport pentru Simatic S7-400, posibilitatea de a instala S7-GRAPH, sub Windows 95 | 4321318 |
| v2.1     | 27.08.1996 | Actualizare a versiunii 2.0 , adăugare a modulelor S7 300 CPU nou lansate. | 4326950 |
| v3.0     | 1997       | Lansat inițial doar în limba germană. Prima versiune ce va permite utilizarea PLCSIM (lansat în August 1997) și prima versiune ce permite programarea S7 WinAC (un PLC software) | 4802253 |
| v3.1     | 15.05.1997 | Actualizare a versiunii 3.0 ; permite instalarea sub Windows 95. | 4330196 |
| v3.2     | 10.1997    | Lansat împreună cu noile console de programare PG 720P, PG740 și PG760 | 4334123 |
| v4.01    | 01.12.1998 | Permite instalarea sub Win95 sau Win NT 4.0 | 4338386 |
| v5.0     | 06.04.1999 | Permite instalarea sub Win95, Win98 sau Win NT 4.0 | 4348386 |
| v5.1     | 10.08.2000 | Funcții noi: verificare consistență blocuri, configurarea funcțiilor de raportare erori sistem, etc. Lansat inițial doar pentru Win95, Win98, Win NT4.0, ulterior a permis instalarea sub Windows 2000 | 4900068 |
| v5.2     | 19.01.2003 | MS Windows 95, 98, Me, NT4 Workstation, 2000 Professional dar și MS Windows XP Professional. A fost ultima versiune ce a permis instalarea sub sistemele de operare Windows mai vechi de Windows XP și din acest motiv a fost menținută mult timp, în paralel cu v5.3 | 14191321 |
| v5.3     | 27.02.2004 | Introduce un nou concept de licență, Floating Licence, ce poate fi instalată pe un server și accesată pe rând de mai mulți utilizatori din aceeași rețea, precum și o licență de test, gratuită, valabilă 14 zile. Permite instalarea doar sub Windows 2000 Professional sau Windows XP Prefessional. | 18588571 |
| v5.4     | 27.06.2006 | Pe lângă îmbunătățiri ale funcțiilor existente, introduce posibilitatea protejării proiectelor cu ajutorul SIMATIC Logon. Instalare posibilă sub Windows 2000 Professional SP4, XP Professional SP1 sau SP2, Windows Server 2003 | 22445076 |
| v5.4     | 26.09.2006 | v5.4 SP1: Diverse îmbunătățiri față de v5.4. Instalare posibilă sub Windows 2000 Professional SP4, Windows XP Professional SP1 sau SP2, Windows Server 2003 (incl. SP1). | 22445425 |
| v5.4     | 19.06.2007 | v5.4 SP2: Diverse îmbunătățiri față de versiunile anterioare. Instalare posibilă sub Windows 2000 Professional SP4, Windows XP Professional SP1 sau SP2, Windows Server 2003 (incl. SP1 sau SP2). Începând cu 5.4SP2 licența este livrată pe un stick USB, în locul dischetei de autorizare. | 22445954 |
| v5.4     | 18.10.2007 | v5.4 SP3: Diverse îmbunătățiri față de versiunile anterioare. Instalare posibilă sub Windows 2000 Professional SP4, XP Professional SP2, Windows Server 2003 SP2, Windows Vista 32b Ultimate sau Business. | 22446648 |
| v5.4     | 10.09.2008 | v5.4 SP4: Diverse îmbunătățiri față de versiunile anterioare. Instalare posibilă sub Windows XP Pro SP2, Windows Server 2003 SP2, Windows Vista 32b Ultimate sau Business. | 29753194 |
| v5.4     | 28.05.2009 | v5.4 SP5: Diverse îmbunătățiri față de versiunile anterioare. Instalare posibilă sub Windows XP Pro SP2 sau SP3, Windows Server 2003 SP2, Windows Vista 32b Ultimate sau Business. | 36184919 |
| v5.4     | -          | În general, la versiunea 5.4 instalarea unui Service Pack se poate face de la zero, fără să fie necesar ca o versiune anterioară să fie deja instalată | În general, la versiunea 5.4 instalarea unui Service Pack se poate face de la zero, fără să fie necesar ca o versiune anterioară să fie deja instalată |
| v5.5     | 30.08.2010 | Pe lângă îmbunătățiri ale funcțiilor existente, introduce posibilitatea utilizării unui CPU ca I-Device, subordonat unui alt CPU în rețea, utilizarea de module în mod Shared Device, crearea de pagini web utilizator în Web server-ul din CPU precum și posibilitatea criptării programului în CPU. Instalare posibilă sub Windows XP Professional SP2 sau SP3, Windows Server 2003 SP2 / R2 SP2, Windows 7 32b Ultimate, Professional sau Enterprise (nu și Windows Vista).           | 44370501 |
| v5.5     | 28.09.2011 | v5.5 SP1: Diverse îmbunătățiri, actualizarea catalogului hardware cu unitățile noi. Instalare posibilă sub Windows XP Professional SP2 sau SP3, Windows Server 2003 R2 SP2, Windows 7 32-Bit Ultimate, Professional sau Enterprise, Windows 7 64-Bit Ultimate, Professional sau Enterprise, Windows Server 2008 R2 (64 Bit). | 52336355 |
| v5.5     | 18.01.2012 | v5.5 SP2: Actualizarea catalogului hardware cu noile unități, diverse îmbunătățiri precum configurarea de dispozitive ProfiNet cu mai multe interfețe ProfiNet, configurații PROFINET în inel cu "Media Redundancy with Path Duplication", etc. Instalare posibilă sub Windows XP Professional SP2 sau SP3, Windows Server 2003 R2 SP2, Windows 7 32-Bit Ultimate, Professional sau Enterprise, Windows 7 64-Bit Ultimate, Professional sau Enterprise, Windows Server 2008 R2 (64 Bit). | 57026032 |
| v5.5     | 2013       | v5.5 SP3: Permite Multiple Rings, conform Media Redundancy Protocol etc. | - |
| v5.5     | 16.06.2014 | v5.5 SP4: multi-controller devices, etc. | 93842005 |
| v5.6     | 01.06.2017 | Aduce modificări minore față de versiunile precedente dar permite instalarea sub Windows 10 Professional sau Enterprise, Windows Server 2012. | 109749362 |
| v5.6     | 26.10.2018 | v5.6 SP1: Noi funcții pentru CPU410, suport pentru GSDML schema 2.35, etc. | 109760423 |
| v5.6     | 20.12.2019 | v5.6 SP2: Permite instalarea și sub Windows Server 2019. | 109772208 |
| v5.7     | 28.06.2021 | Actualizare pentru a permite instalarea pe ultimele ediții de Windows 10 și Windows Server 2019. Modificări referitoare la securitate. | 109796156 |

## STEP 7 integrat în TIA Portal
(începând cu v10)
În aprilie 2009, Siemens a inițiat o schimbare de generație în controlerele Simatic S7 prin lansarea, mai întâi, a familiei de controlere S7-1200. Pentru programarea acestora a fost lansată și o nouă versiune de soft de programare numită inițial STEP7 Basic V10.5. Ulterior, odată cu lansarea versiunii 11, noua versiune de soft a fost integrată într-un mediu de dezvoltare complex numit TIA Portal (Totally Integrated Automation Portal), ce include pe lângă STEP 7 și pachetele WinCC (pentru programarea panourilor operator), StartDrive (pentru parametrizarea acționărilor de turație variabilă) precum și ale module opționale, funcție de versiune.
În versiunile integrate în TIA Portal, STEP 7 oferă diverse opțiuni pentru configurarea și depanarea automatelor programabile PLC:
Editor Hardware: Pentru configurarea sistemului de automatizare și parametrizarea modulelor ce sunt setabile.
Editor simboluri: Pentru definirea variabilelor globale utilizate (en:"global tags"), a denumirilor simbolice, tipurilor de date și comentariilor pentru acestea.
S7-PLCSIM: Un simulator al sistemelor Simatic S7 ce permite testarea în mediu virtual a unui proiect de automatizare.
Editor program: Pentru editarea programelor utilizator, utilizând unul dintre limbajele de programare PLC standardizate (conform EN 61131-3):
- LAD (LADder logic, numit KOP = Kontaktplan în Germană sau LD conform IEC 61131-3). Este un limbaj grafic conform DIN 19239 în care programul utilizator este reprezentat similar unei scheme electrice (format american - ladder diagram).

- FBD (Function Block Diagram, FBS – Funktionsbausteinsprache în Germană sau FDB conform IEC 61131-3; similar limbajului CSF de la STEP 5). Este un limbaj grafic, conform DIN 40700, în care programul utilizator este reprezentat similar unei scheme electonice cu porți logice.

Sub TIA Portal (în special pentru automatele S7 1200 și S7 1500) limbajele LAD și FDB oferă un set complet de instrucțiuni iar programul este transferat în PLC direct în limbajul în care a fost scris. Blocurile de program pot fi convertite din LAD în FDB sau invers dar nu mai pot fi convertite direct în alte limbaje (în versiunile STEP 7 v1.x până la v5.x pentru S7 300 și S7 400 programul era interpretat în STL iar LAD și FBD erau moduri de afișare a programului).
- SCL (Structured Control Language, ST conform IEC 61131-3). Este un limbaj de nivel înalt, bazat pe limbajul PASCAL, ce permite utilizarea structurilor de limbaj complexe precum REPEAT-UNTIL, WHILE-DO, IF-THEN-ELSE, CASE, etc.

- Graph (Diagrama de funcții secvențiale, SFC conform IEC 61131-3). Un limbaj de programare grafic, ce permite implementarea structurilor de control secvențiale, bazat pe conceptul de rețele Petri binare. Un program S7-Graph constă într-un număr de pași, fiecare pas având asociate acțiuni / ecuații de program PLC, și un număr de tranziții ce permit trecerea de la un anumit pas la un altul la îndeplinirea unor condiții.

- STL (STatement List, numit AWL = Anweisungliste în Germană sau IL = Instruction List conform IEC 61131-3). Este un limbaj de nivel scăzut (low level language), conform DIN 19239, similar limbajului de asamblare, cu un set extins de instrucțiuni ce oferă o mare flexibilitate în scrierea și optimizarea programului. Controlul execuției programului se realizează cu ajutorul instrucțiunilor Jump, BE și a apelurilor de funcții. Sub TIA Portal limbajul STL a fost implementat în special pentru a permite migrarea proiectelor dezvoltate în versiunile mai vechi (STEP 7 v5.x de exemplu).

- CFC (Continuous Function Chart, specific Siemens, fără să corespundă unei standardizări IEC 61131-3). Un editor grafic utilizat pentru a crea întreaga structură a programului PLC din blocuri de bibliotecă, gata programate. În editor aceste blocuri sunt selectate în grafuri, parametrizate și interconectate. CFC sunt utilizate în principal pentru controlul proceselor continue, acolo unde sarcinile complexe de control în buclă deschisă sau închisă pot fi mapate ușor în CFC.

- CEM (Cause Effect Matrix) este un limbaj de programare grafic în care sunt definite direct relațiile cauza-efect. Programul este definit sub forma unei matrici în care diverse evenimente din proces, numite cauze, declanșează anumite reacții numite efecte.

Istoric TIA Portal (extras):
| Versiune | Lansată în    | Descriere | ID SIOS   |
| -------- | ------------- | --- | --------- |
| v10.5    | 21.04.2009    | SIMATIC STEP7 Basic v10.5 doar pentru S7 1200 | 36524193  |
| v11.0    | 21.04.2011    | TIA Portal STEP 7 v11.0 pentru S7 1200, S7 300 și S7 400. | 49639088  |
| v12.0    | 27.02.2013    | TIA Portal STEP 7 v12.0 pentru S7 1500, S7 1200, S7 300 și S7 400 (permite programarea automatelor S7 1500 lansate în aceeași perioadă). | 67851956  |
| v12.0    | 01.03.2013    | Este lansat și pachetul TIA StartDrive v12 pentru parametrizarea acționărilor din TIA Portal (pe lângă soft-ul deja existent STARTER. | -         |
| v12.0    | 08.04.2013    | este lansat și pachetul TIA WinCC v12 pentru parametrizarea sistemelor HMI: panouri operator sau sisteme PC. | -         |
| v12.0    | 07.2013       | SP1 pentru STEP 7 v12, WinCC v12, StartDrive v12. | -         |
| v12.0    | 26.08.2013    | PID Professional pentru STEP7 v12 SP1: pachet software opțional. | -         |
| v12.0    | 18.09.2013    | Simatic STEP 7 Safety Advanced v12: pachet software opțional pentru aplicații de securitate funcțională. | -         |
| v12.0    | 07.10.2013    | Easy Motion Control v12 pentru STEP 7 v12: pachet software opțional. | -         |
| v13      | 28.02.2014    | TIA Portal SIMATIC STEP 7 Professional / Basic V13 TIA StartDrive v13 pentru parametrizarea acționărilor din TIA Portal. | 84047138  |
| v13      | 08.05.2014    | este lansat și pachetul TIA WinCC v13 pentru parametrizarea sistemelor HMI: panouri operator sau sisteme PC. | -         |
| v13      | 21.03.2014    | Simatic STEP 7 Safety Advanced v13: pachet software opțional pentru aplicații de securitate funcțională. | -         |
| v13      | 24.03.2014    | PID Professional pentru STEP7 v13 și Easy Motion Control v13: pachete software opționale. | -         |
| v13      | 09-16.01.2015 | SP1 pentru STEP 7, Safety Advanced, WinCC, Start Drive v13. | -         |
| v13      | 31.03.2017    | SP2 pentru WinCC V13. Lansat simultan cu SP1 pentru TIA v14. Permite instalare sub Windows 10. | 109746073 |
| v13      | 04.04.2017    | SP2 pentru StartDrive V13. | 109746258 |
| v14      | 30.09.2016    | TIA Portal V14 . Include SIMATIC STEP 7 V14, SIMATIC STEP 7 Safety V14, SIMATIC WinCC V14, SINAMICS Startdrive V14, SIMOTION SCOUT TIA V4.5 HF1. Pachetul include multe opțiuni noi precum: - TIA Portal Multiuser Engineering - TIA Portal Teamcenter Gateway - TIA Portal Cloud Connector - SIMATIC Energy Suite - SIMATIC ODK 1500S - SIMATIC Target 1500S™ for Simulink® - SIMATIC Visualization Architect - WinCC/WebUX | 109739471 |
| v14      | 31.03.2017    | TIA Portal V14 SP1 . Include SIMATIC STEP 7 V14 SP1, SIMATIC STEP 7 Safety V14 SP1, SIMATIC WinCC V14 SP1, SINAMICS Startdrive V14 SP1, SIMOTION SCOUT TIA V5.1, SIMOCODE ES V14 SP1, Soft Starter ES V14 SP1. Suport pentru S7T Technology CPU, Simatic Ident ca obiect tehnologic, posibilitatea de a citi din PLC un program de securitate, etc. Permite instalarea sub Windows 10. | 109739471 |
| v15      | 21.12.2017    | TIA Portal V15 . Include SIMATIC STEP 7 V15, SIMATIC STEP 7 Safety V15, SIMATIC WinCC V15, SINAMICS Startdrive V15, SIMOTION SCOUT TIA V5.2 SP1, SIMOCODE ES V15, Soft Starter ES V15 | 109752224 |
| v15.1    | 26.10.2018    | TIA Portal V15.1 . Include SIMATIC STEP 7 V15.1, SIMATIC STEP 7 Safety V15.1, SIMATIC WinCC V15.1, SINAMICS Startdrive V15.1, SINAMICS DCC V15.1, SIMOTION SCOUT TIA V5.3 SP1, SIMOCODE ES V15.1, Soft Starter ES V15.1 Introduce suport pentru automatele SIMATIC High Availability S7-1500R/H. Introduce conceptul de "Software Units" pentru divizarea programului PLC în unități cu încărcare separată. | 109758794 |
| v16      | 02.12.2019    | TIA Portal V16 . Include SIMATIC STEP 7 V16, SIMATIC STEP 7 Safety V16, SIMATIC WinCC V16, WinCC Unified V16, SINAMICS Startdrive V16, SINAMICS DCC V16, SIMOCODE ES V16, Soft Starter ES V16 Introduce noul sistem WinCC Unified pentru HMI. | 109771626 |
| v17      | 28.05.2021    | TIA Portal V17 . Include SIMATIC STEP 7 V17, SIMATIC STEP 7 Safety V17, SIMATIC WinCC V17, WinCC Unified V17, SINAMICS Startdrive V17, SIMOTION SCOUT TIA V5.4 SP3, SIMOCODE ES V17, SIRIUS Soft Starter ES V17, SIRIUS Safety ES V17 - Hardware: unități CPU noi precum CPU 1518HF-4 PN (high availability, fail-safety) și CPU 1518T(F)-4 PN/DP (S7-Technology, control a până la 192 axe, fail-safe). - Hardware: TM MFP (MultiFunctional Platform technology module), modul pentru integrarea de aplicații IT în sistemele de inginerie (OT); Intel Atom, Linux (SIMATIC Industrial OS bazat pe Debian 11). - OPC UA server: Alarms & Conditions - Activare/dezactivare a modului I-Device în runtime - DHCP și DNS pentru S7-1500 (și ET200 CPU) - Limbajul de programare CEM (cause effect matrix): programare grafică utilizând o matrice cauză-efect - Limbajul de programare CFC (Continuous Function Chart) - Structura de grupuri (directoare/foldere) pentru organizarea blocurilor, a tipurilor de date PLC și a variabilelor (PLC tags) este transferată în PLC și poate fi restaurată la citirea directă a proiectului din PLC (download PLC -> PC) - SIMATIC Safe Kinematics - STEP7 Safety Fast Commissioning (modificări minore ale programului fail-safe fără trecerea CPU în Stop) - SIMATIC Robot Library - TIA-Portal Multiuser | 109784438 |
| v18      | 24.11.2022    | TIA Portal V18 . Include SIMATIC STEP 7 V18, TIA Portal Cloud V3.0, SIMATIC STEP 7 Safety V18, SIMATIC WinCC V18, WinCC Unified V18, SIMATIC WinCC Unified PC RT (pentru simularea sistemelor WinCC Unified), SINAMICS Startdrive V18, SIMOTION SCOUT TIA V5.5 SP1, SIMOCODE ES V18, SIRIUS Soft Starter ES V18, SIRIUS Safety ES V18 - Gestiunea bibliotecilor în editor separat (standalone editor for library management) - Interfață de gestiune a versiunilor (VCI Version Control Interface) ce permite VCI, GIT, etc. cu TIA Portal - O nouă interfață grafică pentru S7-PLCSIM / S7-PLCSIM Advanced. Permite Multiadapter (doar în PLCSIM Advanced) - Posibilitatea de a programa fail-safe în Software Units - Îmbunătățiri ale osciloscopului integrat (Trace): înregistrare pe durate de timp mari (long term trace) și posibilitatea de analiză FFT (Fast-Fourier-Transformation), pe lângă analiza Bode (pentru acționările Sinamics S120 cu CU3x0-2) - Technology (S7-T): Cinematică cu până la 6 axe interpolate (de ex. 6 articulații) - Technology: programare avansată cu referințe la Obiectele Tehnologice (TO references) | 109807106 |
| v19      | 24.11.2023    | TIA Portal V19 . Include SIMATIC STEP 7 V19, SIMATIC STEP 7 Safety V19, SIMATIC WinCC V19, WinCC Unified V19, SINAMICS Startdrive V19, SIMOTION SCOUT TIA V5.6 SP1, TIA Portal Cloud v4.0, SIMOCODE ES V19 (Ian.2024), SIRIUS Soft Starter ES V19 (Ian.2024), SIRIUS Safety ES V19 (Ian.2024) - Optimizat pentru ecranele cu rezoluție 4k (rezoluție 300DPI) - S7-1500 SW v30.0/v30.1 (PLC Software) sub Linux (Siemens Industrial OS - bazat pe Debian 11) sau Windows (W10 LTSC 2021) - S7-1500V (Virtual Controller CPU1517V-1PN): Simatic CPU în Docker - Programare WinCC Advanced, Professional și Unified (engineering) pe același PC - Kiosk mode pentru WinCC Unified RT (funcție existentă la WinCC Advanced, de ex.) - WinCC Unified: sincronizare timp HMI->PLC (funcție existentă la WinCC Advanced, de ex.) - WinCC Unified Corporate Design - StartDrive: noile acționări Sinamics S200, S210, G220; înregistrarea diagramelor pe termen lung (long-term trace); Shared Device integrat în proiect (facilitează integrarea unui PLC separat pentru funcțiile de securitate Safety Integrated; Shared Device este posibil și în versiunile anterioare) - STEP7 Technology: Simatic Motion Interpreter - TIA Portal Project Upgrader: soluție bazată pe TIA Portal Openess pentru upgrade a proiectelor vechi (dar > v13) la v19 (SIOS 109811744) | 109821307 |
| v20      | 05.12.2024    | TIA Portal V20 . Include SIMATIC STEP 7 V20, SIMATIC STEP 7 Safety V20, SIMATIC WinCC V20, WinCC Unified V20, WinCC Unified PC RT, SINAMICS Startdrive V20, SIMOTION SCOUT TIA V5.7 SP1, TIA Portal Cloud v5.0, SIMOCODE ES V20, SIRIUS Soft Starter ES V20, SIRIUS Safety ES V20 - Suport pentru S7-1200 G2 (a doua generație de automate programabile S7-1200) - Suport pentru noile variante S7-1500 1517(F), 1518(F) (noi versiuni HW cu FW4.0) - Step7: Posibilitatea (pentru blocurile scrise în limbaj LAD, F-LAD, DB și UDT) de a importa sau exporta codul și comentariile într-un format text (universal indiferent de versiunea de TIA). - Step7: NVT (Named Value Types): Îmbunătățiri referitoare la monitorizarea online, inclusiv în ”Trace”, utilizarea ca ”Library Types”, etc. - Step7: Diverse îmbunătățiri ale editorului. - WinCC Unified: utilizarea compilării doar pentru diferențe, pentru creșterea vitezei (implementată începând cu v19 SP1) - WinCC Unified: Optimizarea utilizării imaginilor de mare rezoluție (rescalare la dimensiunea utilizată în proiect) - WinCC Unified: Posibilitatea utilizării Expresiilor în dinamizare (pe lângă script) - WinCC Unified: Funcții de Start/Stop pentru jurnale - WinCC Unified: Dynamic Widget (noi elemente grafice) - WinCC Unified: Pentru conectarea prin OPC UA: Posibilitatea de a apela Metode (Method Call: similar cu RPC Call) de pe un server OPC UA - WinCC Unified: Suport pentru SIMATIC CFL (Control Function Library) precum și pentru pachetele MTP (Module Type Package) (SIOS 109811744) - WinCC Unified: Diverse îmbunătățiri ale editorului. - Step7 Technology: Suport pentru noile unități CPU S7-1500 1516T(F) / 1517T(F) / 1518T(F) cu FW4.0, Simatic Software Controller 1508S T(F) - TIA Portal Cloud v5.0 (Integrare TIA Portal în cloud, include și TIA v20) - S7-Web Server: implementare JSON Web API (acces la mai multe date din PLC fără a mai avea nevoie de utilizarea SFC99 (www) sau a blocului DB de sistem). Astfel e realizată o independență între codul PLC și pagina web. - PROFINET: îmbunătățiri pentru IRT: PROFINET Dynamic Frame Packing (DFP) - Documentație TIA online: https://docs.tia.siemens.cloud | 109963848 |